# モンテ・サンタンジェロ
モンテ・サンタンジェロ（イタリア語: Monte Sant'Angelo）は、イタリア共和国プッリャ州フォッジャ県にある、人口約1万2000人の基礎自治体（コムーネ）。
サン・ミケーレの聖域 (Sanctuary of Monte Sant'Angelo) は、大天使聖ミカエル（イタリア語でサン・ミケーレ）ゆかりの巡礼地で、世界遺産「イタリアのロンゴバルド族:権勢の足跡 (568-774年)」を構成する物件に登録されている。

## 名称
モンテ・サンタンジェロ Monte Sant'Angelo という地名は「聖天使の山」という意味であり、この「聖天使」 Sant'Angelo は大天使聖ミカエルを指す。すなわち、フランス語のモン・サン＝ミシェルと同種の地名である。

## 地理

### 位置・広がり
フォッジャ県北東部に位置し、アドリア海に面するコムーネである。モンテ・サンタンジェロの街はガルガーノ山の南側の山腹に位置している。

#### 隣接コムーネ
- カニャーノ・ヴァラーノ
- カルピーノ
- マンフレドーニア
- マッティナータ
- サン・ジョヴァンニ・ロトンド
- サン・マルコ・イン・ラーミス
- ヴィーコ・デル・ガルガーノ
- ヴィエステ

- 街並み
- 夜景

## 歴史
モンテサンタンジェロ郊外には、大天使ミカエルが現れたという「大天使の洞窟」を中心とする「モンテ・サンタンジェロの聖域」がある。伝承によれば、5世紀に3度にわたって大天使ミカエルが姿を見せたという。当地を治めていたランゴバルド人たちは、「大天使の洞窟」の上に建造物を建てて聖域とした。その後幾世紀にもわたって大天使のゆかりの地をめぐる巡礼の目的地となった。
モンテ・サンタンジェロの町が史料に登場するのは、ようやく11世紀のことである。11世紀後半、この町はイタリア半島南部の広大な領域とともにノルマン人の支配下に置かれ（ノルマン人による南イタリア征服参照）、1081年から1103年にかけては東ローマ帝国からモンテ・サンタンジェロ伯に封じられたエンリーコ (Henry, Count of Monte Sant'Angelo) が宮廷を置いた。
13世紀にはシチリア王カルロ1世（シャルル・ダンジュー）が「サン・ミケーレの聖域」の整備を行った。
17世紀にはナポリ王国の治下となり、19世紀にイタリア王国に併合された。

## 社会

### 経済・産業
モンテ・サンタンジェロの経済は、依然として農業や牧畜業によるところが大きい。「サン・ミケーレの聖域」に関連する観光業部門も一定の割合を占める。

## 文化・観光
大天使の洞窟
モンテ・サンタンジェロ郊外にある著名な「大天使の洞窟」（grotta dell’Arcangelo）は、大天使聖ミカエルが宿ったとされる洞穴である。伝承によれば、490年、492年、493年に大天使ミカエルが現れたと言う。13世紀にはシチリア王カルロ1世（シャルル・ダンジュー）によって「サン・ミケーレの聖域」として整備が行われた。「大天使の洞窟」は幾世紀にもわたって、フランスのモン・サン＝ミシェルから出発する巡礼の目的地となった。1987年には、ローマ教皇ヨハネ・パウロ2世もこの地を訪れた。
モンテ・サンタンジェロ城
モンテ・サンタンジェロ城 (Monte Sant ' Angelo Castle) は、築造年代の異なるいくつかの部分からなる。最も古い建造物は、18mの高さがある「巨人の塔」Torre dei Giganti で、厚さ3.7mの壁をもつ。この城に関するもっとも古い記録は979年にさかのぼる。のちにこの城はノルマン人の拠点となり、アヴェルサ伯ライヌルフ (Rainulf Drengot) やプッリャ・カラブリア公ロベルト・イル・グイスカルドが居城とした。ロベルトは、「ノルマンの塔」や宝物庫を建設している。シチリア王から神聖ローマ皇帝となったフリードリヒ2世（フェデリーコ2世）は、愛妾であるビアンカ・ランチアの居城とするために城を改修した。アンジュー家（ナポリ王国）の支配の下では、もっぱら監獄として利用された。1464年から1485年にかけて、亡命してきたアルバニア人の領主スカンデルベク（オスマン帝国に抵抗したことでアルバニア人の民族的英雄とされる）がこの城に暮らした。15世紀、この城はナポリ王フェルディナンド1世によって大規模な改修を受ける。なお、この城には現在もビアンカ・ランチアの幽霊が出るとの伝説がある。
サンジョヴァンニ洗礼所（ロターリの墓廟）
サンジョヴァンニ洗礼所Il battistero di San Giovanniは、ランゴバルド王ロターリ (Rothari) の墓廟 (it:Tomba di Rotari) の名でも呼ばれる。入口には聖書の物語を描いたレリーフがある。
サンタ・マリア・マッジョーレ教会
サンタ・マリア・マッジョーレ教会 (it:Chiesa di Santa Maria Maggiore (Monte Sant'Angelo)) は、11世紀から12世紀にかけて建設された。窓のないファサードには、彫刻が施されている。 内部には身廊と2本の通路があり、彫刻された柱頭によって分けられている。 壁は、ビザンツ様式のフレスコ画で飾られている。
プルサノ修道院
プルサノ修道院 (it:Abbazia di Santa Maria di Pulsano) は市街から8km離れた場所に存在する。591年に異教徒の神殿の上に建設されたが、1646年の地震で被害を受けた。
- 聖域
- 聖域の入口
- モンテ・サンタンジェロ城

## 交通
県都フォッジャとの間は、県道 SP55 によって結ばれている。

## 姉妹都市・提携都市
- サン・ミケーレ・サレンティーノ、イタリア 2007年
- ヴァッレコルサ、イタリア 2009年
- ル・モン＝サン＝ミシェル、フランス 2010年
- サン・ジョヴァンニ・ロトンド、イタリア 2013年
- バーリ、イタリア 2013年
- アッシジ、イタリア 2013年

### 都市間協定
- 2013年には、同じプッリャ州内にあって世界遺産を擁するアンドリア（カステル・デル・モンテ）、アルベロベッロ（アルベロベッロのトゥルッリ）と、文化遺産･景観の保護や観光業に関する協力協定を結んでいる[4]。